# Johann Krieger (Komponist)
Johann Krieger (* 28. Dezember 1651jul. / 7. Januar 1652greg. in Nürnberg; † 18. Juli 1735 in Zittau), auch Kruger, Krüger, Kriegher oder Crüger war ein deutscher Organist und Komponist.

## Leben

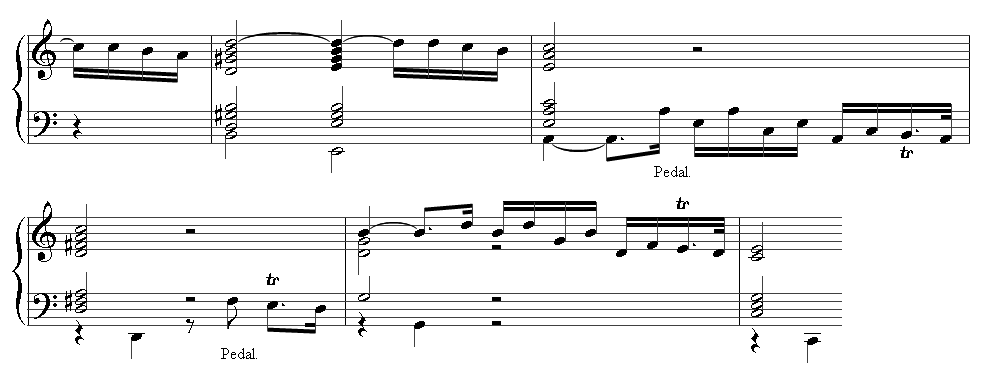
Auszug aus Kriegers Toccata mit dem Pedal aus C.

Die Familie Krieger war seit dem 16. Jahrhundert in Nürnberg angesiedelt, Nachkommen leben dort bis heute. Der Vater Johann Krieger war von Beruf Teppichmacher und Garnfärber. Seine Mutter Rosina war eine geborene Baumeister. Zwei der Brüder Johann Kriegers erlangten ebenso Bedeutung. Johann Philipp Krieger war ebenso Musiker. Albrecht Krieger wirkte als Medailleur und Stempelschneider. Die Hauptquelle für Johann Kriegers Biographie ist Johann Mattheson.
Seine Ausbildung begann Johann Krieger als Lateinschüler der Sebaldusschule bei dem Kirchenmusiker und Kapellmeister Heinrich Schwemmer (1621–1696). Krieger sang mehrere Jahre lang als Sopran im Chor. Er nahm 1664 am „Kinder-Ballett“ teil und erhielt von 1661 bis 1668 Cembalounterricht bei Georg Caspar Wecker, zu dessen Schülern auch Johann Pachelbel zählte.
Die frühen Jahre seiner Laufbahn sind eng mit den Erfolgen seines älteren Bruders Johann Philipp Krieger verbunden, dem er die meisten seiner Anstellungen verdankt. 1671 soll er in Zeitz Komposition bei seinem Bruder studiert haben. 1672 folgte er dem Bruder nach Bayreuth, der dort erst Hoforganist und später Hofkapellmeister wurde. Johann rückte auf den Posten des Organisten nach und hatte diesen bis 1677 inne. Danach arbeitete er wahrscheinlich als Hofmusiker in Zeitz, bevor er 1678 eine Anstellung als Kapellmeister am Hof Heinrichs I. in Greiz bekam.
Ab 1680 wurde Krieger Kapellmeister des Herzogs Christian in Eisenberg. Die weiteren 53 Jahre war er in Zittau erst Director Chori Musici und später Organist an St. Johannis. Sein Dienstantritt war der Gottesdienst am 5. April 1682.
Am 18. November 1686 heiratete er Martha Sophia Förster. 1699 wurde Krieger auch Organist an St. Peter und Paul in Zittau. Sein Sohn Adolph Gottlob (getauft 6. Juli 1698 in Zittau; begraben 30. Juli 1738 ebenda) war sein Stellvertreter. Am Tag vor seinem Tod im Alter von 84 Jahren spielte Johann Krieger noch einen letzten Gottesdienst.
Krieger war berühmt für seine kontrapunktischen Fähigkeiten, z. B. seine Doppelfugen. Georg Friedrich Händel lobte seine „Anmuthigen Clavierübungen“ und verbreitete sie in England. Krieger kann in einer Reihe mit Johann Kuhnau und Johann Caspar Ferdinand Fischer gesehen werden. Einige seiner deutschen Kantaten sind seltene Beispiele für den späten bzw. gemischten Madrigalstil bei einem Komponisten der Nürnberger Schule.

## Werke
- Neue musicalische Ergetzligkeiten. Zittau, 1684
Sammlung von Gesängen für 1–4 Stimmen nach Texten von Christian Weise
I. Theil: 30 geistliche Strophenlieder, teilweise mit instrumentalen Ritornellen
II. Theil: 34 weltliche Strophenlieder mit verzierten Melodien (satirische Texte)
III. Theil: Arien (Strophenlieder) aus den Singspielen
- Sechs Musicalische Partien,... allen Liebhabern des Claviers / auf einem Spinet oder Clavicordio zu spielen... (1697)
- Anmuthige Clavier-Übung (1699)
- Motetten und Messsätze
- diverse Texte und Arien sind erhalten von 3 weiteren Singspielen/Dramen (1688, 1717, 1721)
- mindestens eine Oper für den Hof in Eisenberg
- Titel von 235 geistlichen Werken sind bekannt, nur 33 davon erhalten
- 12 deutsche und 2 lateinische Kantaten, Skizzen eines Sanctus, einige Motetten, Magnificat-Skizzen, Solo- und Chorkonzerte
- weitere Rezitative, Arien und Madrigaltexte (1717)
- Sonate à 5, nach einem Manuskript von Charles Babel

## Editionen (Auswahl)
- Sonata à 5 in a-Moll, für 2 Violinen (oder Oboen/Traversflöten), 2 Violen, Violone (oder Fagott) & B. c. aus dem Manuskript von Charles Babel (1696), herausgegeben von Sven Rössel. Erstausgabe, Reihe Collegium Musicum – Kölner Reihe Alter Musik, Edition Walhall